# 細岡駅
細岡駅（ほそおかえき）は、北海道釧路郡釧路町達古武にある北海道旅客鉄道（JR北海道）釧網本線の駅（臨時駅）である。駅番号はB57。事務管理コードは▲111602。例年4月25日から11月30日までの営業となっている。

## 歴史

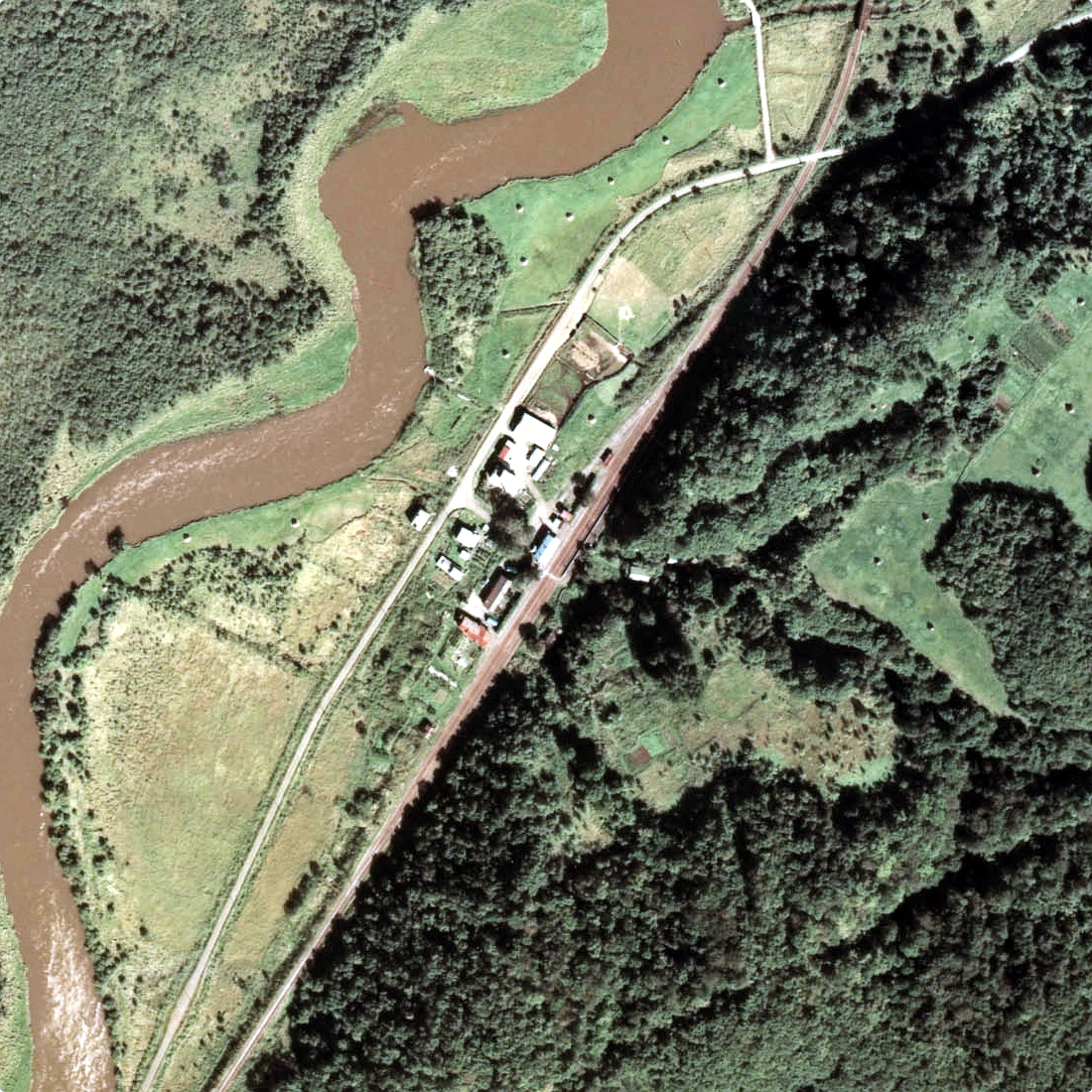
1977年の細岡駅と周囲約500メートル範囲。上が網走方面。写真右上方向は達古武湖。

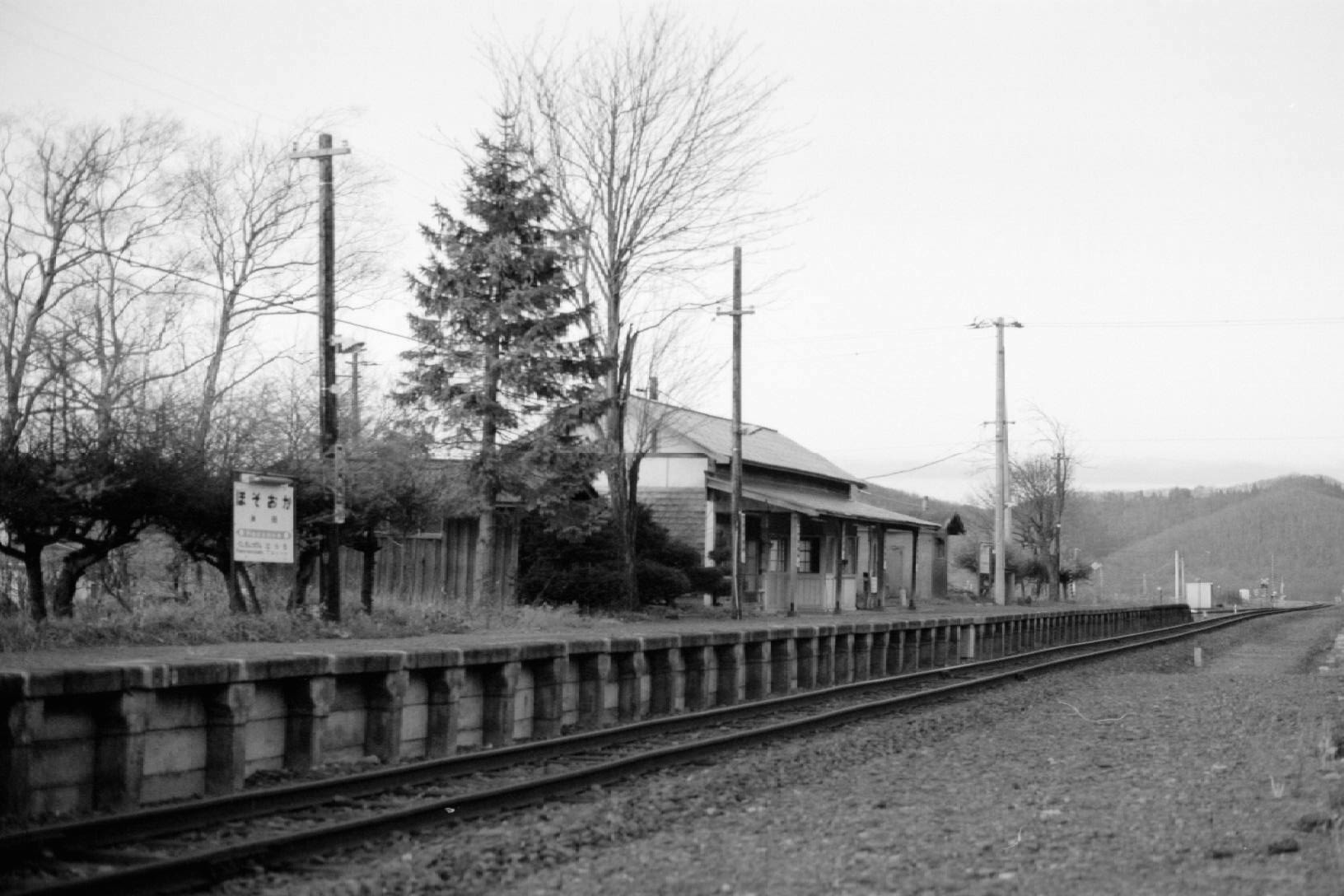
旧駅舎時代の駅構内

1927年（昭和2年）に釧路駅 - 標茶駅間が開業した当初から設置されている駅であるが、2023年（令和5年）3月18日以降は「ご利用の少ない駅」見直しの一環として臨時駅の扱いとなり、冬季の列車停車をとりやめている。

### 年表
- 1927年（昭和2年）9月15日：鉄道省釧網本線釧路駅[注 2] - 標茶駅間開業に伴い開業（一般駅）[4]。
- 1953年（昭和28年）度：前年度まで無電燈駅（集落非電化等の事情で構内照明等をランプで対応していた駅）であったが、同年度に電燈駅化[5]。
- 1962年（昭和37年）12月9日：同日付で車扱貨物・集荷配達の取り扱いを廃止[6]。
- 1973年（昭和48年）2月5日：駅員配置が運転扱い要員のみとなる[7]。貨物・荷物取扱い廃止[1]。簡易委託化。
- 1984年（昭和59年）2月1日：駅員配置終了[8]。
- 1987年（昭和62年）4月1日：国鉄分割民営化によりJR北海道に継承[1]。
- その後、簡易委託廃止、完全無人化。
- 1993年（平成5年）
  - 4月：開業時から使用していた旧駅舎を解体[9]。
  - 6月1日：駅改築オープン[2][10]。
- 2023年（令和5年）3月18日：同日実施のダイヤ改正に併せて臨時駅となり、以降毎年4月25日から11月30日までの季節営業となる[JR北 1]。
- 2024年（令和6年）3月16日：同日のダイヤ改正で当駅を通過していた快速「しれとこ摩周号」が普通列車となり、当駅にも春から秋の営業期間中停車するようになる（実際の停車は駅が営業を再開する同年4月25日から）[11]。

### 駅名の由来
1973年（昭和48年）に国鉄北海道総局が発行した『北海道 駅名の起源』では以下の2説を示している。
- 釧路川の左岸（東側）に「細い岡」が連なっているところから
- 鉄道建設の際の監督官が「細岡」という姓であったため

また、アイヌ語研究者の更科源蔵は当駅の北で丘（現在の夢ケ丘展望台のある丘）が細く釧路川の左岸に向かって岬のように突き出している様を和訳したものだ、としている。

## 駅構造
単式ホーム1面1線の地上駅。旧上り本線が使われており、かつては下り本線（相対式ホーム）も有していた。釧路駅管理の無人駅である。
現在の駅舎は1993年（平成5年）に改築された、延床面積25平方メートルの平屋建てログハウス。トイレは簡易水洗式となっている。

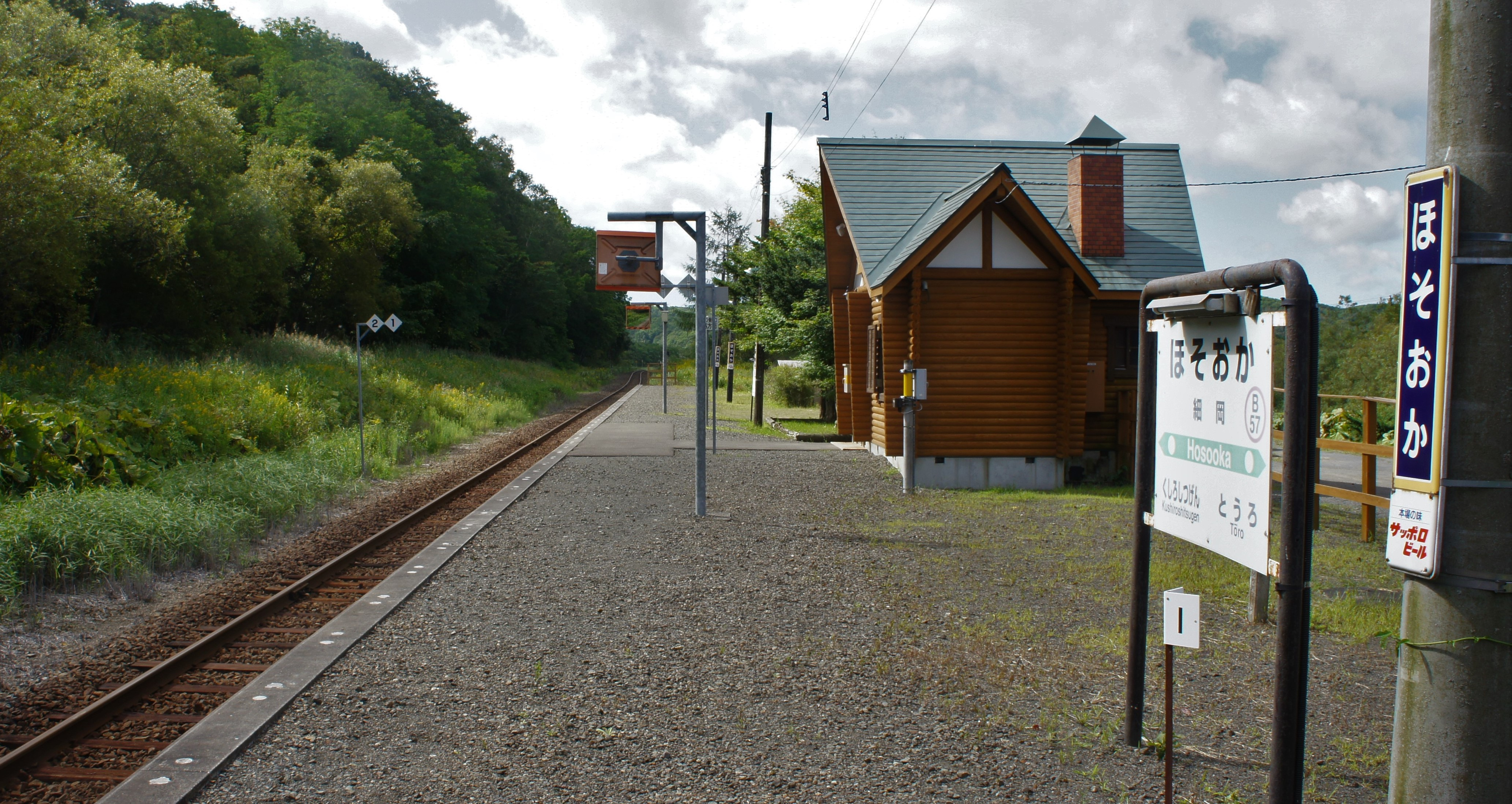
ホーム（2018年9月）
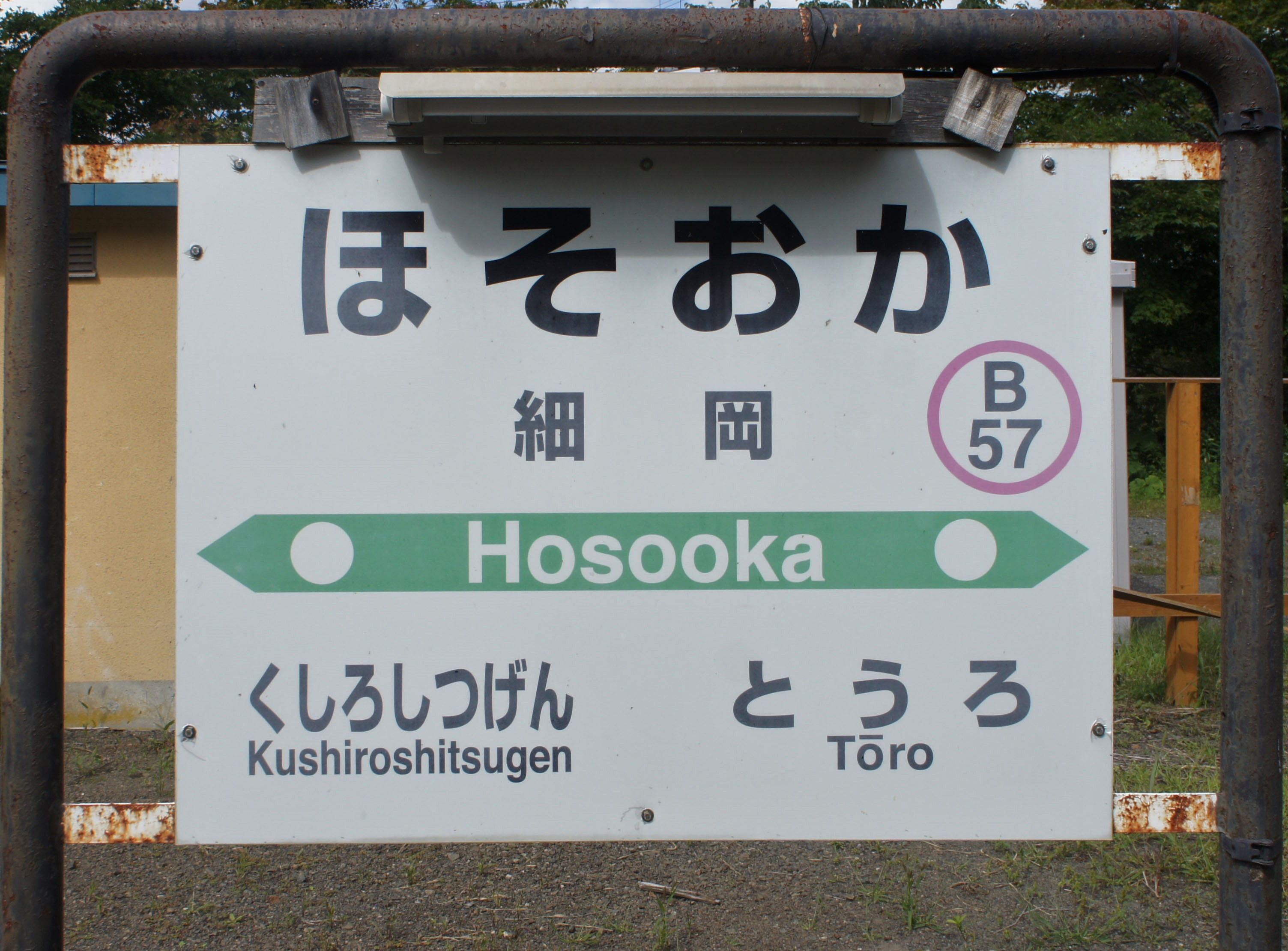
駅名標（2018年9月）

## 利用状況
乗車人員の推移は以下のとおり。年間の値のみ判明している年については、当該年度の日数で除した値を括弧書きで1日平均欄に示す。乗降人員のみが判明している場合は、1/2した値を括弧書きで記した。
また、「JR調査」については、当該の年度を最終年とする過去5年間の各調査日における平均である。
| 年度               | 乗車人員 | 乗車人員 | 乗車人員    | 出典       | 備考                                                         |
| 年度               | 年間     | 1日平均  | JR調査      | 出典       | 備考                                                         |
| ------------------ | -------- | -------- | ----------- | ---------- | ------------------------------------------------------------ |
| 1978年（昭和53年） |          | 13       |             | [ 14 ]     |                                                              |
| 2015年（平成27年） |          |          | 「1名以下」 | [ JR北 2 ] |                                                              |
| 2016年（平成28年） |          |          | 0.2         | [ JR北 3 ] |                                                              |
| 2017年（平成29年） |          |          | 0.2         | [ JR北 4 ] |                                                              |
| 2018年（平成30年） |          |          | 0.2         | [ JR北 5 ] |                                                              |
| 2019年（令和元年） |          |          | 0.2         | [ JR北 6 ] |                                                              |
| 2020年（令和02年） |          |          | 0.2         | [ JR北 7 ] |                                                              |
| 2021年（令和03年） |          |          | 0.2         | [ JR北 8 ] |                                                              |
| 2022年（令和04年） |          |          | 0.2         | [ JR北 9 ] | 同年度を最後に通年営業を終了。同年度分以降データ発表されず。 |

## 駅周辺
当駅は釧路湿原国立公園の区域内にある。カヌー下りの終点にもあたる。
- 釧路湿原国立公園
- 達古武湖（達古武沼）
- 達古武木道
- 達古武オートキャンプ場
- 釧路川

## 隣の駅
北海道旅客鉄道（JR北海道）
■釧網本線（一部列車は通年、冬季は全列車が当駅通過）
塘路駅 (B58) - （臨）細岡駅 (B57) - 釧路湿原駅 (B56)